# Collegeville (Pensilvania)
Collegeville es un borough ubicado en el condado de Montgomery en el estado estadounidense de Pensilvania. En el año 2000 tenía una población de 8,032 habitantes y una densidad poblacional de 1,988.7 personas por km².

## Geografía
Collegeville se encuentra ubicado en las coordenadas 40°11′8″N 75°27′30″O / 40.18556, -75.45833.

## Demografía
Según la Oficina del Censo en 2000 los ingresos medios por hogar en la localidad eran de $77,499 y los ingresos medios por familia eran $90,733. Los hombres tenían unos ingresos medios de $40,185 frente a los $39,236 para las mujeres. La renta per cápita para la localidad era de $23,080. Alrededor del 2% de la población estaba por debajo del umbral de pobreza.